# Зубровка ползучая
Зубровка ползучая, или Зубровка степная (лат. Hierochloë repens) — многолетнее травянистое растение, вид рода Зубровка (Hierochloë) семейства Злаки (Poaceae).

## Ареал
Восточная Европа (центр, запад и восток), юго-восток Средней Европы, Кавказ (Предкавказье), юг Западной Сибири, север Средней Азии. Произрастает на сухих лугах, песках, в поймах рек, лесных полянах, разреженных лесах, степях, у дорог; заносное на железнодорожных путях.

## Ботаническое описание
Многолетнее корневищное растение с длинными подземными побегами. Репродуктивные побеги, включая соцветие, (12) 40—70 (90) см высотой, голые, гладкие. Листья относительно широкие, (4) 9—12 (15) мм шириной, часто слегка серовато- или желтовато-зелёные, с обеих сторон голые. Влагалища листьев как вегетативных, так и репродуктивных побегов голые и лишь в области влагалищно-пластиночного сочленения в молодом состоянии с бородкой коротких шипиковидных волосков.
Соцветие с (50) 120—160 (350) колосками; ножки колосков часто с несколькими короткими шипиковидными волосками. Волоски на каллусе нижнего тычиночного цветка 1,5—2,5 (3,2) мм длиной. Нижние цветковые чешуи мужских цветков (3,1) 3,3—3,8 (4,4) мм длиной, на спинке в верхней трети с заметными шипиками, иногда с редкими волосками до 0,3 мм длиной, ниже голые, без ости или чаще с остью 0,2—0,5 (0,8) мм длиной. Плоды — бурые или жёлтые зерновки.

## Синонимы
- Anthoxanthum repens (Host) Veldkamp (1985)
- Anthoxanthum stepporum (P.A.Smirn.) Veldkamp (1985)
- Hierochloe odorata subsp. pannonica Chrtek & V.Jirásek (1964)
- Hierochloe orientalis Fr. & Heuff. (1858)
- Hierochloe stepporum P.A.Smirn. (1958)
- Hierochloe vinealis Schur (1860)
- Holcus repens Host (1805)